# 1028 Lydina
Lydina (asteroide 1028) é um asteroide da cintura principal com um diâmetro de 71,38 quilómetros, a 2,9923902 UA. Possui uma excentricidade de 0,1185204 e um período orbital de 2 284,58 dias (6,26 anos).
Lydina tem uma velocidade orbital média de 16,16552334 km/s e uma inclinação de 9,39108º.
Este asteroide foi descoberto em 6 de novembro de 1923 por Vladimir Albitzkij.